# Rocksztár (film)
A Rocksztár (eredeti címe: Rock Star) 2001-ben bemutatott amerikai zenés vígjátékdráma, amelyet Stephen Herek rendezett. A forgatókönyvet John Stockwell készítette. A főbb szerepekben Mark Wahlberg, Jennifer Aniston, Jason Flemyng, Dominic West, Timothy Olyphant és Timothy Spall látható. 2001. szeptember 4-én mutatták be az Egyesült Államokban. Magyarországon DVD-n jelent meg 2002. április 9-én.

## Cselekmény
Chris Cole fanatikus rajongója a Steel Dragon nevű heavy metal együttesnek. Nappal fénymásoló technikusként dolgozik, este pedig a Blood Pollution nevű együttes énekese, ami egy Steel Dragon tribützenekar. Chrisnek hamarosan konfliktusa támad a gitárossal, Robbal. Rob egy koncert közepén szólózni kezd, és eltér a Steel Dragon daloktól, Chris pedig szabotálja Rob erősítőjét. A két férfi összeverekedik, majd leváltják Christ egy régi riválisára, Bradley-ra egy másik tribünzenekarból. Egy nap váratlanul felhívják Christ telefonon, és meghallgatásra invitálják a Steel Dragonhoz. Chris nagy álma teljesül, és énekes lesz a bandában, majd felveszi az Izzy művésznevet.
Amikor a Steel Dragon turnéra indul, Chris megtapasztalja a hírnévvel járó nehézségeket. A féktelen dorbézolása miatt megromlik a kapcsolata barátnőjével Emilyvel, és a nő elhagyja őt. Félévvel később Chrisnak új koncepciója támad a következő albumra. Bár a bandatagoknak nagyon tetszik az album, nem engedélyezik nekik a felvételt. Chris rádöbben, hogy a Steel Dragonnál énekesnél tovább nem juthat, és nem írhat zenét. Egy koncert alatt meghallja egy rajongója éneklését, és felinvitálja a színpadra. A férfi, akit Thornak hívnak, nagyon tehetséges és igazi rajongója a Steel Dragonnak. Chris úgy dönt, hogy átadja neki a stafétát, és otthagyja a bandát.
Chris visszamegy Seattle-be, és új bandát alapít korábbi zenésztársával, Robbal, amihez már saját dalokat írnak. A férfi megtalálja Emilyt egy kávézóban, és szeretné megújítani vele a kapcsolatát, de nem meri megszólítani. Emily rábukkan Chris új bandájának szórólapjára, és megjelenik a koncertjükön. Chris és Emily végül kibékülnek, és ismét egy pár lesznek.

## Szereplők
| Szerep            | Színész              | Magyar hang          |
| ----------------- | -------------------- | -------------------- |
| Chris "Izzy" Cole | Mark Wahlberg        | Miller Zoltán        |
| Emily Poule       | Jennifer Aniston     | Haumann Petra        |
| Bobby Beers       | Jason Flemyng        | Nagy Ervin           |
| Kirk Cuddy        | Dominic West         | Szabó Sipos Barnabás |
| A.C.              | Jason Bonham         | Besenczi Árpád       |
| Jörgen            | Jeff Pilson          | Barát Attila         |
| Ghode             | Zakk Wylde           | Csőre Gábor          |
| Mats              | Timothy Spall        | Csuja Imre           |
| Rob Malcolm       | Timothy Olyphant     | Bozsó Péter          |
| Donny Johnson     | Blas Elias           | Dévai Balázs         |
| Xander Cummins    | Nick Catanese        | Karácsonyi Zoltán    |
| Ricki Bell        | Brian Vander Ark     | Schmied Zoltán       |
| Tania Asher       | Dagmara Domińczyk    | Kuthy Patrícia       |
| Joe Cole          | Matthew Glave        | Holl Nándor          |
| Mr. Cole          | Michael Shamus Wiles | Barbinek Péter       |
| Mrs. Cole         | Beth Grant           | Fazekas Zsuzsa       |
| Samantha          | Kristin Richardson   | n.a                  |
| Cassie            | Stacy Bellew         | Solecki Janka        |
| Roadie            | Keith Loneker        | n.a                  |
| Thor              | Myles Kennedy        | Welker Gábor         |
| A.C. felesége     | Rachel Hunter        | Németh Kriszta       |
| Kirk felesége     | Heidi Mark           | Roatis Andrea        |
| Ghode felesége    | Carrie Stevens       | Kisfalvi Krisztina   |

## Fogadtatás

### Kritikai visszhang
A film megosztotta a kritikusokat. A Rotten Tomatoeson 53%-os minősítést ért el 129 értékelés alapján, az összefoglaló szerint: „A címéhez hasonlóan a Rocksztár is meglehetősen általános, nem annyira a heavy metal szcénáról, mint inkább a rock klisékről és formulákról szól.” Peter Bradshaw a Guardiantől úgy jellemezte a filmet: „Szórakoztató lábjegyzet a karaoke-kultúránkhoz.” Robert Koehler a Varietytől azt írta: „A Rocksztár a hiszékenyekről szóló és a naivaknak szóló film, amely igyekszik ellenállni annak, hogy olyan általános legyen, mint a címe, de soha nem több, mint egy újabb ismétlése annak a közhelyes posztulátumnak, hogy a showbizniszben minden a felemelkedésről, a bukásról és a megváltásról szól.” Rita Kempley a Washington Posttól azt írta: „Friss és vicces, miközben Chris még mindig küzd a kritikusaival.”
A Metacritic 54 pontot adott a 100-ból 32 vélemény alapján. Desson Thomson a Washington Posttól azt írta: „Bár a végső szakaszában gyenge, a Rocksztár több mint elég szikrázó, hogy kitartson. Ez elsősorban Wahlbergnek, a film fő tűzijátékának köszönhető.” Joe Morgenstern a Wall Street Journaltől azt írta: „A Rocksztárral az a mélyebb probléma, hogy ragaszkodik ahhoz, hogy egy heavy-metál meséből erkölcsi mesét csináljon, amely olyan nehéz, mint az ólom.” Claudia Puig a USA Todaytől azt írta: „Amikor nem a metallica világának sikertelen szatirizálására törekszik, a Rocksztár még sivárabb területre téved, és a Csillag születik fejbeverős, szex, drogok és rock 'n' roll változata lesz.”

### Bevétel adatai
A Box Office Mojo szerint a film veszteséges volt. Az 57 millió dolláros költségvetésből csupán 19 milliós bevételt tudhatott a magáénak.

## Zene
| Rocksztár eredeti filmzene | Rocksztár eredeti filmzene | Rocksztár eredeti filmzene                      | Rocksztár eredeti filmzene | Rocksztár eredeti filmzene | Rocksztár eredeti filmzene | Rocksztár eredeti filmzene | Rocksztár eredeti filmzene | Rocksztár eredeti filmzene | Rocksztár eredeti filmzene |
|                            | Cím                        | Szerző(k)                                       | Előadó(k)                  | Hossz                      |                            |                            |                            |                            |                            |
| -------------------------- | -------------------------- | ----------------------------------------------- | -------------------------- | -------------------------- | -------------------------- | -------------------------- | -------------------------- | -------------------------- | -------------------------- |
| 1.                         | "Rock Star"                | Art Alexakis · Everclear                        | Everclear                  | 3:30                       |                            |                            |                            |                            |                            |
| 2.                         | "Livin' the Life"          | Peter Beckett · Steve Plunkett                  | Steel Dragon               | 3:14                       |                            |                            |                            |                            |                            |
| 3.                         | "Wild Side"                | Tommy Lee · Mick Mars · Vince Neil · Nikki Sixx | Mötley Crüe                | 4:34                       |                            |                            |                            |                            |                            |
| 4.                         | "We All Die Young"         | Kenny Kanowski · Miljekno Matijevic             | Steel Dragon               | 4:01                       |                            |                            |                            |                            |                            |
| 5.                         | "Blood Pollution"          | n.a                                             | Steel Dragon               | 3:59                       |                            |                            |                            |                            |                            |
| 6.                         | "Livin' on a Prayer"       | Desmond Child · Jon Bon Jovi · Richie Sambora   | Bon Jovi                   | 4:08                       |                            |                            |                            |                            |                            |
| 7.                         | "Stand Up"                 | Sammy Hagar                                     | Steel Dragon               | 4:18                       |                            |                            |                            |                            |                            |
| 8.                         | "Stranglehold"             | Ted Nugent                                      | Ted Nugent                 | 8:23                       |                            |                            |                            |                            |                            |
| 9.                         | "Wasted Generation"        | Desmond Child                                   | Blood Pollution            | 2:54                       |                            |                            |                            |                            |                            |
| 10.                        | "Lick It Up"               | Paul Stanley · Vinnie Vincent                   | Kiss                       | 3:56                       |                            |                            |                            |                            |                            |
| 11.                        | "Long Live Rock 'N' Roll"  | Ritchie Blackmore · Ronnie James Dio            | Steel Dragon               | 3:27                       |                            |                            |                            |                            |                            |
| 12.                        | "Devil Inside"             | Andrew Farriss · Michael Hutchence              | INXS                       | 5:13                       |                            |                            |                            |                            |                            |
| 13.                        | "Colorful"                 | Brian Vander Ark                                | The Verve Pipe             | 4:25                       |                            |                            |                            |                            |                            |
| 14.                        | "Gotta Have It"            | Trevor Rabin                                    | Trevor Rabin               | 2:57                       |                            |                            |                            |                            |                            |
| 58:59                      |                            |                                                 |                            |                            |                            |                            |                            |                            |                            |